# アーバンアクターズ
株式会社 アーバンアクターズは、東京都杉並区堀ノ内にある芸能プロダクション。代表者は二家本辰巳。1989年設立。2013年に法人化。
主に俳優のマネジメント業務やアクション俳優の養成、アクション・スタント事業、映像・舞台・イベントなどの企画・制作などを行っている。

## 所属俳優

### 男性
- 二家本辰巳
- 石井浩
- 所博昭
- 江藤大我
- 柳澤龍太郎

### 女性
- 槌屋るみ
- 保利雅子
- 茂木亜由美
- 新山育子

### 業務提携
- 西沢智治
- 赤池高行
- 浜田大介
- 保科光志
- 麻田樹

## 過去の所属者
- 岩瀬和樹
- 遠藤城利
- 大滝明利
- 甲斐純一郎
- 門脇亨
- 関根裕介
- 中島修武
- 野貴葵
- 平野アキム